# ليندسي شارب
ليندسي شارب (بالإنجليزية: Lindsay Sharp)‏ هو أمين بريطاني، ولد في القرن العشرين.